# Mike McCready

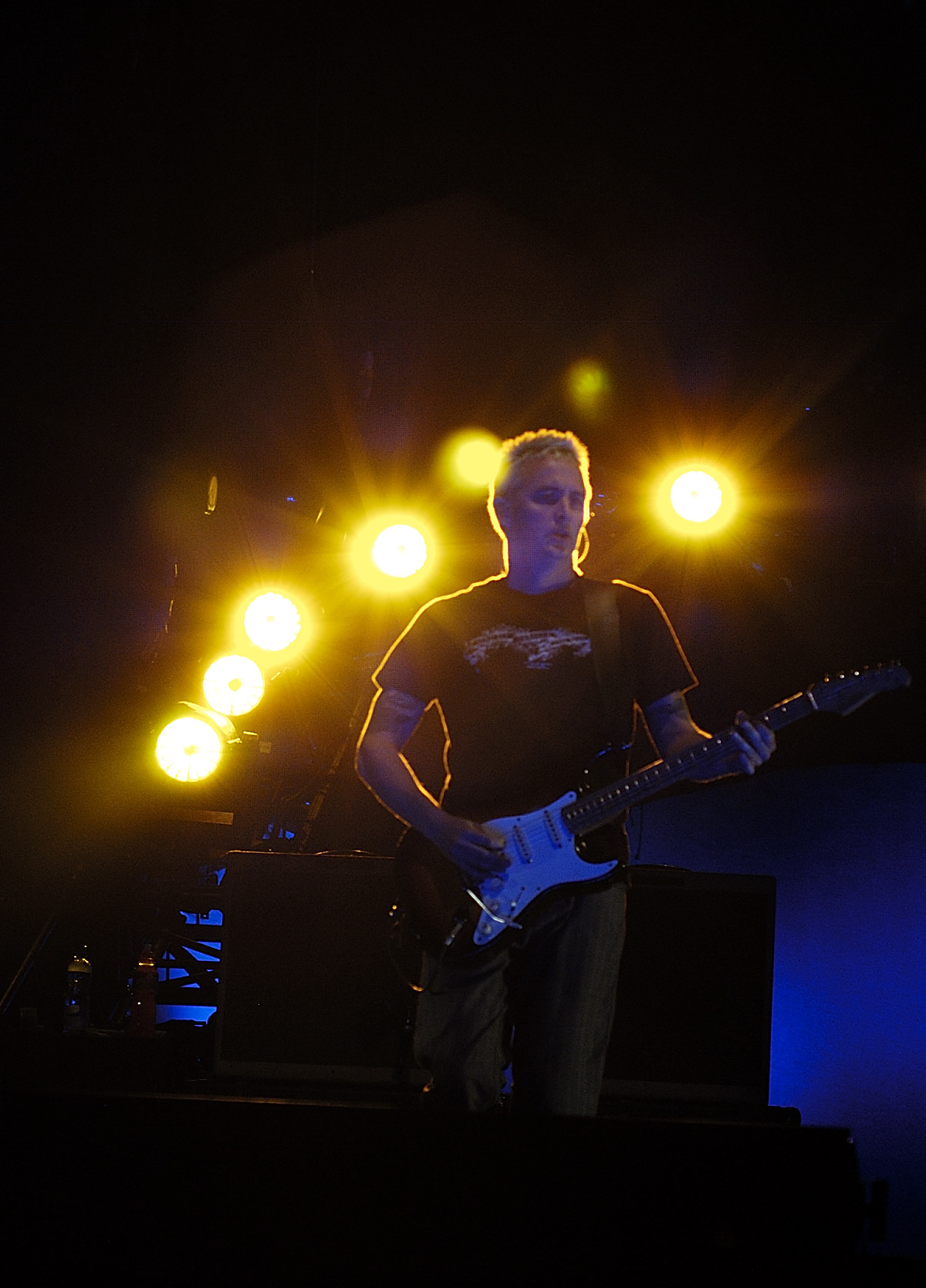
Mike McCready gedurende een concert van Pearl Jam in 2006

Michael David (Mike) McCready (Pensacola (Florida), 5 april 1966) is een Amerikaans gitarist en songwriter. Hij is de leadgitarist en, samen met Jeff Ament, Stone Gossard en Eddie Vedder, oprichter van de Amerikaanse rockband Pearl Jam. Mike McCready stond in 2007 op plaats zes van Rolling Stone's "The Twenty-Five Most Underrated Guitarists".

## Discografie

### Temple of the Dog
| Jaar | Titel             | Label |
| ---- | ----------------- | ----- |
| 1991 | Temple of the Dog | A&M   |

### Pearl Jam
| Jaar | Titel          | Label     |
| ---- | -------------- | --------- |
| 1991 | Ten            | Epic      |
| 1993 | Vs.            | Epic      |
| 1994 | Vitalogy       | Epic      |
| 1996 | No Code        | Epic      |
| 1998 | Yield          | Epic      |
| 2000 | Binaural       | Epic      |
| 2002 | Riot Act       | Epic      |
| 2006 | Pearl Jam      | J Records |
| 2009 | Backspacer     |           |
| 2013 | Lightning Bolt |           |
| 2020 | Gigaton        |           |

### Mad Season
| Jaar | Titel                                        | Label     | Track(s)                     |
| ---- | -------------------------------------------- | --------- | ---------------------------- |
| 1995 | Above                                        | Columbia  | Alle                         |
| 1995 | Working Class Hero: A Tribute to John Lennon | Hollywood | "I Don't Wanna Be a Soldier" |
| 1996 | Bite Back: Live At Crocodile Cafe            | PopLlama  | "River of Deceit" (live)     |

### The Rockfords
| Jaar | Titel                     | Label    | Track(s)        |
| ---- | ------------------------- | -------- | --------------- |
| 2000 | Down to You: Soundtrack   | Sony     | "Silver Lining" |
| 2000 | The Rockfords             | Sony     | Alle            |
| 2003 | Live Seattle, WA 12/13/03 | Kufala   | Alle            |
| 2004 | Waiting...                | Ten Club | Alle            |

### Bijdragen en samenwerkingen
| Jaar | Groep                                                                 | Titel                                                       | Label          | Track(s)                                |
| ---- | --------------------------------------------------------------------- | ----------------------------------------------------------- | -------------- | --------------------------------------- |
| 1993 | Eddie Vedder and Mike McCready with G. E. Smith                       | The 30th Anniversary Concert Celebration: Bob Dylan Tribute | Sony           | "Masters of War" (live)                 |
| 1993 | M.A.C.C. (Mike McCready, Jeff Ament, Matt Cameron, and Chris Cornell) | Stone Free: A Tribute to Jimi Hendrix                       | Reprise/WEA    | "Hey Baby (Land of the New Rising Sun)" |
| 1995 | Neil Young                                                            | Mirror Ball                                                 | Reprise        | Alle                                    |
| 1996 | Goodness with Mike McCready (as Petster)                              | Schoolhouse Rock! Rocks                                     | Rhino/WEA      | "Electricity, Electricity"              |
| 1996 | $10,000 Gold Chain                                                    | The Cable Guy: Soundtrack                                   | Sony           | "Oh! Sweet Nuthin'"                     |
| 1996 | Screaming Trees                                                       | Dust                                                        | Epic           | "Dying Days"                            |
| 1997 | Tuatara                                                               | Breaking the Ethers                                         | Epic           | "The Getaway"                           |
| 1997 | Mark Eitzel                                                           | West                                                        | Warner Bros.   | "Fresh Screwdriver"                     |
| 1997 | The Minus 5                                                           | The Lonesome Death of Buck McCoy                            | Hollywood      | Some                                    |
| 1997 | Brad                                                                  | Interiors                                                   | Sony           | "The Day Brings"                        |
| 1997 | Eddie Vedder and Mike McCready                                        | Tibetan Freedom Concert                                     | Capitol        | "Yellow Ledbetter" (live)               |
| 2000 | Stillwater                                                            | Almost Famous: Soundtrack                                   | DreamWorks     | "Fever Dog"                             |
| 2001 | Eddie Vedder and Mike McCready with Neil Young                        | America: A Tribute to Heroes                                | Interscope     | "Long Road" (live)                      |
| 2002 | The Wallflowers                                                       | Red Letter Days                                             | Interscope     | Sommige                                 |
| 2003 | Mike McCready, Stone Gossard, Cole Peterson, and Chris Friel          | Live From Nowhere Near You                                  | Funkhead Music | "Powerless"                             |
| 2004 | Heart                                                                 | Jupiter's Darling                                           | Sovereign      | "I'm Fine"                              |
| 2005 | Screaming Trees                                                       | Ocean of Confusion: Songs of Screaming Trees 1989-1996      | Epic           | "Dying Days"                            |
| 2006 | Peter Frampton                                                        | Fingerprints                                                | A&M            | "Black Hole Sun" and "Blowin' Smoke"    |
| 2008 | Kristen Ward                                                          | Drive Away                                                  | Chroma Sound   | "With You Again"                        |